# Hoye-Crest
Hoye-Crest est un sommet de la Backbone Mountain (en) situé administrativement dans le comté de Garrett au Maryland, aux États-Unis.
Avec 1 024 mètres d'altitude, c'est le point culminant de l'État.